# Carol Leifer
Carol Leifer (East Williston, 27 luglio 1956) è una comica, autrice televisiva, sceneggiatrice, produttrice televisiva e attrice statunitense, vincitrice di un Premio Emmy.

## Biografia
Carol Leifer è nata a East Williston, da una famiglia ebrea ashkenazita. Mentre stava studiando presso l'Harpur College, ha accompagnato il suo allora fidanzato Paul Reiser ad un comedy club per vederlo esibirsi al Comic Strip Live di New York. Da allora, ha iniziato ad esibirsi come comica ed ha iniziata a frequentare il Queens College. In seguito ha provato anche lei ad esibirsi al Comic Strip, dove è stata presentata da Jerry Seinfeld. Grazie a questa esperienza è diventata una comica professionista. Ha lavorato poi al Late Night with David Letterman, riconoscendo Letterman come colui che le ha fatto avere successo, e al Late Night with Conan O'Brien, oltre ad aprire alcuni spettacoli di Jerry Seinfeld e Frank Sinatra. Oltre alla carriera di comica, ha anche lavorato come autrice di programmi televisivi, come Saturday Night Live, e sceneggiatrice di serie, tra cui Seinfeld, It's Like, You Know... e The Larry Sanders Show. Nel 1997 ha creato la serie Alright Already, mentre nel 2001 The Ellen Show.

## Vita privata
Nel 1981, ha sposato il comico Ritch Shydner, dal quale ha divorziato nel 1987.  Ha anche frequentato Paul Reiser durante la sua giovinezza, oltre ad aver avuto una breve relazione con Jerry Seinfeld, il quale si è ispirato a lei per la creazione del personaggio di Elaine Benes in Seinfled. Sebbene abbia avuto relazione con uomini, si identifica come lesbica. Nel 1996 ha incontrato ad una cena di beneficenza a Los Angeles la dirigente immobiliare Lori Wolf, con la quale si è sposata nel 2015. Al matrimonio erano presenti Jane Lynch, Larry David, Bill Maher, Garry Shandling, Henry Winkler, Larry Miller, Jay Leno e Paul Reiser. Hanno un figlio adottivo, nato nel 2006 in Guatemala. 

## Filmografia

### Sceneggiatrice

#### Televisione
- Saturday Night Live - programma TV, 18 episodi (1985-1986)
- Nothin' Goes Right, regia di Walter C. Miller - speciale TV (1988)
- Cinemax Comedy Experiment - serie TV, 1 episodio (1988)
- Carol Leifer: Gaudy, Bawdy & Blue, regia di John Fortenberry - speciale TV (1992)
- Seinfeld - serie TV, 40 episodi (1993-1996)
- Dr. Katz, Professional Therapist - serie animata, episodio 2x04 (1995)
- Premi Emmy 1996 - programma TV (1996)
- The Larry Sanders Show - serie TV, episodio 5x09 (1997)
- The Naked Truth - serie TV, episodio 2x09 (1997)
- Almost Perfect - serie TV, 2 episodi (1997)
- Alright Already - serie TV, 21 episodi (1997-1998)
- It's Like, You Know... - serie TV, 3 episodi (1999)
- Chicks, regia di James Widdoes - film TV (1999)
- Premi Oscar 2000 - programma TV (2000)
- The Ellen Show - serie TV, 18 episodi (2001-2002)
- Premi Oscar 2002 - programma TV (2002)
- Comedy Central Presents - programma TV, episodio 7x07 (2003)
- Premi Emmy 2003 - programma TV (2003)
- I'm with Her - serie TV, episodio 1x02 (2003)
- Premi Oscar 2004 - programma TV (2004)
- The Soluna Project, regia di Sheldon Epps - film TV (2004)
- Premi Oscar 2005 - programma TV (2005)
- Premi Oscar 2007 - programma TV (2007)
- Le regole dell'amore (Rules of Engagement) - serie TV, episodio 2x09 (2007)
- Premi Oscar 2010 - programma TV (2010)
- Modern Family - serie TV, episodio 2x17 (2011)
- Premi Emmy 2011 - programma TV (2011)
- Premi Oscar 2012 - programma TV (2012)
- Devious Maids - Panni sporchi a Beverly Hills (Devious Maids) - serie TV, 2 episodio (2014)
- Premi Tony 2015 - programma TV (2015)
- MADtv - serie TV, 8 episodi (2016)
- Better Late Than Never - programma TV, 12 episodi (2016-2018)
- The Carol Burnett 50th Anniversary Special, regia di Paul Miller - speciale TV (2017)
- Premi Oscar 2018 - programma TV (2018)
- A Little Help with Carol Burnett - serie TV, 12 episodi (2018)
- 21st Annual Mark Twain Prize for American Humor celebrating: Julia Louis-Dreyfus - programma TV (2018)
- Premi Oscar 2019 - programma TV (2019)
- B Positive - serie TV, 15 episodi (2020-2022)
- Curb Your Enthusiasm - serie TV, 3 episodi (2020-2024)
- Golden Globe 2023 - programma TV (2023)
- Carol Burnett: 90 Years of Laughter + Love, regia di Paul Miller - speciale TV (2023)
- Screen Actors Guild Awards 2024 - programma TV (2024)
- Premi Oscar 2024 - programma TV (2024)
- Hacks - serie TV, episodio 3x05 (2024)
- Premi Emmy 2024 - programma TV (2024)
- Premi Oscar 2025 - programma TV (2025)

#### Cortometraggi
- Writer's Block, regia di Troy Miller (2016)

### Produttrice

#### Televisione
- Carol Leifer: Really Big Shoo!, regia di Joshua White - speciale TV (1990)
- Carol Leifer: Gaudy, Bawdy & Blue, regia di John Fortenberry - speciale TV (1992)
- Seinfeld - serie TV, 22 episodi (1995-1996)
- Almost Perfect - serie TV, 9 episodi (1996-1997)
- The Naked Truth - serie TV, episodio 2x05 (1997)
- The Larry Sanders Show - serie TV, 5 episodi (1997)
- Alright Already - serie TV, 21 episodi (1997-1998)
- Chicks, regia di James Widdoes - film TV (1999)
- It's Like, You Know... - serie TV, 13 episodi (1999-2001)
- The Ellen Show - serie TV, 18 episodi (2001-2002)
- I'm with Her - serie TV, 7 episodi (2003-2004)
- Le regole dell'amore (Rules of Engagement) - serie TV, 8 episodi (2007)
- Devious Maids - Panni sporchi a Beverly Hills (Devious Maids) - serie TV, 13 episodio (2014)
- Better Late Than Never - programma TV, 12 episodi (2016-2018)
- B Positive - serie TV, 33 episodi (2020-2022)
- Curb Your Enthusiasm - serie TV, 17 episodi (2020-2024)
- Hacks - serie TV, 9 episodi (2024)

#### Cortometraggi
- Writer's Block, regia di Troy Miller (2016)

### Attrice

#### Cinema
- Cercasi Susan disperatamente (Desperately Seeking Susan), regia di Susan Seidelman (1985)
- Funny People, regia di Judd Apatow (2009)
- An American Pickle, regia di Brandon Trost (2020)

#### Televisione
- Saturday Night Live - programma TV, 4 episodi (1985-1986)
- Superman 50th Anniversary, regia di Robert Boyd - film TV (1988)
- Cinemax Comedy Experiment - serie TV, 1 episodio (1988)
- The Sunday Comics - programma TV, episodio 1x03 (1991)
- Molson Canadian Comedy Releaf - miniserie TV, 1 episodio (1991)
- Dream On - serie TV, episodio 2x11 (1991)
- Sibs - serie TV, episodio 1x02 (1991)
- Medusa: Dare to Be Truthful, regia di Julie Brown e John Fortenberry - film TV (1991)
- Cuori al Golden Palace (The Golden Palace) - serie TV, episodio 1x08 (1992)
- Carol Leifer: Gaudy, Bawdy & Blue, regia di John Fortenberry - film TV (1992)
- Civil Wars - serie TV, episodio 2x16 (1993)
- Seinfeld - serie TV, 3 episodi (1995-1996)
- The Naked Truth - serie TV, episodio 2x10 (1997)
- Alright Already - serie TV, 21 episodi (1997-1998)
- It's Like, You Know... - serie TV, 2 episodi (1999)
- The Alan Brady Show, regia di Carl Reiner - film TV (2003)
- Will & Grace - serie TV, episodio 8x21 (2006)
- Le regole dell'amore (Rules of Engagement) - serie TV, episodio 2x05 (2007)
- Curb Your Enthusiasm - serie TV, episodio 7x08 (2009)

### Doppiatrice
- Dr. Katz, Professional Therapist - serie animata, 2 episodi (1995-1999)
- Bee Movie, regia di Steve Hickner e Simon J. Smith (2007)

## Riconoscimenti
- Premio Emmy
  - 1996 - Candidatura alla miglior serie commedia per Seinfeld
  - 1997 - Candidatura alla miglior serie commedia per The Larry Sanders Show
  - 2010 - Candidatura alla miglior sceneggiatura per un programma varietà, comico o musicale per Premi Oscar 2010
  - 2012 - Candidatura alla miglior sceneggiatura per un programma varietà, comico o musicale per Premi Oscar 2012
  - 2023 - Candidatura alla miglior sceneggiatura per uno speciale varietà per Carol Burnett: 90 Years of Laughter + Love
  - 2024 - Miglior serie commedia per Hacks
  - 2024 - Candidatura alla miglior sceneggiatura per uno speciale varietà per Premi Oscar 2024